# Terratrèmol de L'Aquila de 2009
El terratrèmol de L'Aquila de 2009 va ser un terratrèmol de 6,3 de moment de magnitud que va ocórrer a la regió central d'Itàlia d'Abruços el 6 d'abril del 2009, seguint una sèrie de centenars de tremolors menors des del gener del mateix any, incloent-hi un terratrèmol de magnitud 4'0 del 30 de març. La major part de la destrucció va ocórrer a la ciutat de L'Aquila. 294 persones van perdre la vida i més de 1.000 van quedar ferides, fent d'aquest sisme el més mortal d'Itàlia des del terratrèmol d'Irpinia de 1980.

## L'inici de la seqüència sísmica
El terratrèmol de la nit de 6 d'abril de fet va ser precedit per una llarga sèrie de sismes. La seqüència començà amb un sisme d'intensitat lleugera (de magnitud 1,8) el 14 de desembre del 2008. Després es repetí de manera més notable el 16 de gener del 2009 amb sismes inferiors a una magnitud de 3 graus i anà creixent de manera contínua fins a la catàstrofe que ocorregué tres mesos més tard.

## Danys i víctimes
El balanç definitiu de la tragèdia va ser de 308 morts, gairebé 1.600 ferits entre els quals uns 200 en estat crític que es recuperaren als hospitals de les grans ciutat veïnes (Teramo, Avezzano, Chieti, Pescara, Ancona, Roma, Rieti, Foligno i Terni), gairebé 65.000 sense sostres, allotjats provisionalment en un conjunt de tendes, en automòbils o albergs al llarg del litoral adriàtic.

## Artistes units pels Abruços
Artistes units pels Abruços és un conjunt de 56 cantants i músics italians que es van reunir a l'abril del 2009 per a cantar una cançó benèfica, Domani, després del terratrèmol.